# بازسازی جنگل شهری

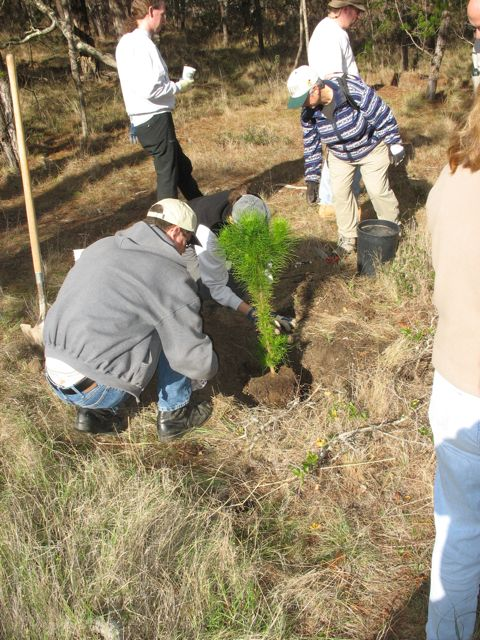
بازسازی جنگل شهری

بازسازی جنگل‌های شهری یا بازکاشت جنگل‌های شهری یا بازجنگل‌کاری شهری (به انگلیسی: Urban reforestation)، عمل کاشت درختان، به‌طور معمول در مقیاس بزرگ، در محیط‌های شهری است. گاهی باغبانی شهری وکشاورزی شهری را نیز دربر می‌گیرد. دلایل انجام بازسازی جنگل‌های شهری شامل زیباسازی شهری، افزایش سایه، اصلاح آب و هوای شهری، بهبود کیفیت هوا، و بازکاشت جنگل‌های شهری پس از یک بلای طبیعی است.